# Los tontos y los estúpidos
Pour plus de détails, voir Fiche technique et Distribution.
Los tontos y los estúpidos est un film espagnol écrit et réalisé par Roberto Castón en 2014.

## Fiche technique
- Réalisation et scénario : Roberto Castón
- Directeur de la photographie : Juan Miguel Azpiroz
- Décors : Carmen Latorre
- Montage : Raúl Barreras
- Son : Raúl Cerezo
- Durée : 92 minutes

## Distribution
- Roberto Álamo : le réalisateur du film
- Aitor Beltrán : Miguel
- Nausicaa Bonnín : Lourdes
- Vicky Peña : la mère de Lourdes
- José Bengoetxea : Mario
- Cuca Escribano : Paula